# Fred Børre Lundberg
Pour les articles homonymes, voir Lundberg.
Fred Børre Lundberg, né le 25 décembre 1969 à Hammerfest, est un  coureur norvégien du combiné nordique.
Il joue les premiers rôles de cette discipline dans les années 1990 en remportant deux titres olympiques, trois Championnats du monde et une Coupe du monde.

## Biographie
Membre du club de Bardu, il fait ses débuts internationaux en 1989, où il gagne la médaille d'or aux Championnats du monde junior par équipes. En janvier 1990, il appelé à participer à sa première course de Coupe du monde à Murau et se classe deuxième directement, pour glaner son premier podium. Un mois plus tard, il est même victorieux à Léningrad.
Pour sa première participation aux Championnats du monde en 1991 à Val di Fiemme, il remporte directement la médaille d'or en individuel. En 1991, il remporte aussi le classement général de la Coupe du monde, avec cinq points d'avance sur Klaus Sulzenbacher et le premier de ses quatre titres nationaux individuels.
Aux Jeux olympiques d'Albertville en 1992, il est au pied du podium en individuel (4e) et prend la médaille d'argent à la compétition par équipes. 
En 1993, il gagne pour la deuxième fois consécutive la Coupe de la Forêt-Noire et se classe deuxième du classement général de la Coupe du monde derrière Kenji Ogiwara, qui est seulement battu deux fois cet hiver.
Il remporte le plus grand titre de sa carrière aux Jeux olympiques d'hiver de 1994 à Lillehammer, lorsqu'il remporte la médaille d'or à l'épreuve individuelle, où il domine la manche de saut à ski et gère la portion de ski de fond pour l'emporter avec plus d'une minute d'avance. Il y est de nouveau médaillé d'argent par équipes. Dans la Coupe du monde, il figure encore sur le podium du classement général, troisième et avec des succès à Vuokatti et Sapporo.
En 1995, il remporte son deuxième titre mondial à Thunder Bay, où il est aussi médaillé d'argent par équipes. Il est aussi deux fois vainqueur dans la Coupe du monde à Strbske Pleso et à Schonach. Schonach est aussi lieu de sa neuvième et ultime victoire a ce niveau en 1985-1986, avant que ses résultats regressent.
En 1997, son unique temps fort de la saison est le titre mondial par équipes en compagnie de Halldor Skard, Bjarte Engen Vik et Knut Tore Apeland.
Aux Jeux olympiques d'hiver de 1998, pour sa troisième participation, il est sacré cette fois-ci dans le concours par équipes, mais est seulement seizième en indivduel. Aux Championnats du monde 1999, il ajoute une nouvelle médaille d'argent par équipes à son palmarès.
Après une saison sans résultat majeur, il prend sa retraite sportive en 2000.
Il est en couple avec la fondeuse norvégienne Marit Bjørgen.

## Palmarès

### Jeux olympiques
| Épreuve / Édition | Albertville 1992 | Lillehammer 1994 | Nagano 1998 |
| Individuel        | 4e               | Or               | 16e         |
| Par équipes       | Argent           | Argent           | Or          |

### Championnats du monde
| Épreuve / Édition | Épreuve / Édition | Val di Fiemme 1991 | Falun 1993 | Thunder Bay 1995 | Trondheim 1997 | Ramsau 1999 |
| Individuel        | Gundersen         | Or                 |            | Or               |                | 12e         |
| Individuel        | Sprint            |                    |            |                  |                | 16e         |
| Par équipes       | Par équipes       | 5e                 | Argent     | Argent           | Or             | Argent      |

### Coupe du monde
- 1 globe de cristal : vainqueur du classement général en 1991.
- 29 podiums individuels : 9 victoires, 12 deuxièmes places et 8 troisièmes places.
- 1 podium en épreuve par équipes.

#### Victoires individuelles
| Saison    | Lieu                    |
| 1989-1990 | Léningrad               |
| 1990-1991 | Trondheim, Schonach     |
| 1992-1993 | Schonach                |
| 1993-1994 | Vuokatti, Sapporo       |
| 1994-1995 | Strbske Pleso, Schonach |
| 1995-1996 | Schonach                |

#### Différents classements en Coupe du monde
| Année     | Classement général final |
| 1989-1990 | 4e                       |
| 1990-1991 | 1er                      |
| 1991-1992 | 3e                       |
| 1992-1993 | 2e                       |
| 1993-1994 | 3e                       |
| 1994-1995 | 6e                       |
| 1995-1996 | 7e                       |
| 1996-1997 | 23e                      |
| 1997-1998 | 7e                       |
| 1998-1999 | 9e                       |
| 1999-2000 | 22e                      |

### Championnats du monde junior
- Médaille d'or par équipes en 1989 à Vang.

## Distinctions
Il a reçu la médaille Holmenkollen en 1998.